# Marienhof (Schillingsfürst)
Marienhof ist ein Gemeindeteil der Stadt Schillingsfürst im Landkreis Ansbach (Mittelfranken, Bayern). Marienhof liegt in der Gemarkung Schillingsfürst.

## Geografie
Mittlerweile ist die ehemalige Einöde in der Schillingsfürstischen Ortsstraße Marienhofweg aufgegangen, die in Richtung Nordwesten als Schneiderei und Hohe Straße benannt ist und ins Ortsinnere führt (0,7 km) bzw. in Richtung Osten in die Staatsstraße 2246 mündet (0,15 km). Südöstlich von Marienhof entspringt die Sulzach.

## Geschichte
Der Ort wurde als „Ratzenburg“ im Jahr 1837 erstmals erwähnt. Das Anwesen dürfte es jedoch schon etwas länger gegeben haben, da es die Haus-Nr. 227 von Schillingsfürst erhalten hatte, während Fischhaus, das bereits im Jahr 1818 erwähnt wurde, die Haus-Nr. 228 trug, demnach also erst nach Ratzenburg gegründet worden sein kann. Zu dem Anwesen gehörte 1 ha Ackerland und 0,5 ha Streuobstwiese. 1847 wurde die Umbenennung nach „Marienhof“ genehmigt. Bis 1867 ist jedoch auch die Benennung nach dem alten Namen belegt.
Marienhof gehörte von Anbeginn zu Schillingsfürst.

## Einwohnerentwicklung
| Jahr      | 001836 | 001840 | 001861 | 001871 | 001885 | 001900 | 001925 | 001950 | 001961 | 001970 | 001987 |
| Einwohner | 7      | 7      | 27     | 18     | 3      | 9      | 7      | 4      | 6      | 6      | 5      |
| Häuser    | 1      | 1      |        |        | 1      | 1      | 1      | 1      | 1      |        | 1      |
| Quelle    | [ 5 ]  | [ 11 ] | [ 8 ]  | [ 12 ] | [ 13 ] | [ 14 ] | [ 15 ] | [ 16 ] | [ 17 ] | [ 18 ] | [ 1 ]  |

## Religion
Der Ort ist evangelisch-lutherisch geprägt und bis heute nach St. Kilian (Schillingsfürst) gepfarrt. Die Einwohner römisch-katholischer Konfession sind nach Kreuzerhöhung (Schillingsfürst) gepfarrt.